# Philippeville
Philippeville là một đô thị ở tỉnh Namur.  Đô thị Philippeville gồm các đô thị cũ Fagnolle, Franchimont, Jamagne, Jamiolle, Merlemont, Neuville, Omezée, Roly, Romedenne, Samart, Sart-en-Fagne, Sautour, Surice, Villers-en-Fagne, Villers-le-Gambon, và Vodecée.
Đây là quê hương của Jérôme-Joseph de Momigny, nhạc sĩ sinh ngày 20 tháng 1 năm  1762.